# Central Park (album)
Central Park – drugi album studyjny polskiego piosenkarza Ignacego Błażejowskiego. Wydawnictwo ukazało się 20 października 2023 nakładem wytwórni muzycznej Polydor Records w dystrybucji Universal Music Polska.
Album jest utrzymany w stylu muzyki pop. Składa się z wersji standardowej (1 CD).
Płyta zadebiutowała na 35. miejscu polskiej listy sprzedaży – OLiS. Wydawnictwo uzyskało status złotej płyty, przekraczając liczbę 15 tysięcy sprzedanych kopii.
W 2024 wydawnictwo uzyskało nominację do nagrody polskiego przemysłu fonograficznego Fryderyka w kategorii: Album roku pop.
Nagrania były promowane singlami: „Koniec”, „To co mam”, „Samoloty”, „Bez” i „Niepewność”.

## Lista utworów
Opracowano na podstawie materiału źródłowego.
| Central Park – Wersja standardowa | Central Park – Wersja standardowa  | Central Park – Wersja standardowa |
| Nr                                | Tytuł utworu                       | Długość                           |
| --------------------------------- | ---------------------------------- | --------------------------------- |
| 1.                                | „Samoloty”                         | 2:34                              |
| 2.                                | „Central Park”                     | 2:51                              |
| 3.                                | „To co mam”                        | 3:13                              |
| 4.                                | „Frankenstein”                     | 3:01                              |
| 5.                                | „Koniec”                           | 2:40                              |
| 6.                                | „Centerlude”                       | 1:25                              |
| 7.                                | „Niepewność”                       | 2:54                              |
| 8.                                | „Czekam na znak”                   | 3:18                              |
| 9.                                | „Roślinki” (oraz Paulina Przybysz) | 3:39                              |
| 10.                               | „Niedosyt” (oraz Zalia)            | 2:47                              |
| 11.                               | „Bez”                              | 3:23                              |
|                                   |                                    | 31:45                             |

## Pozycja na liście sprzedaży

### Pozycja na liście tygodniowej
| Kraj   | Lista (2023)  | Najwyższa pozycja |
| ------ | ------------- | ----------------- |
| Polska | OLiS – albumy | 35                |

## Certyfikaty
| Kraj          | Certyfikat  | Sprzedaż |
| ------------- | ----------- | -------- |
| Polska (ZPAV) | złota płyta | 15 000+  |

## Wyróżnienia
| Rok  | Konkurs        | Kategoria      | Rezultat  | Źr.   |
| ---- | -------------- | -------------- | --------- | ----- |
| 2024 | Fryderyki 2024 | Album roku pop | Nominacja | [ 5 ] |